# 土屋隆夫
土屋隆夫（1917年1月25日—2011年11月14日），日本長野縣人，日本推理小說大師，1963年以《影子的控訴》（中名:影子的告發）獲得第十六屆日本推理作家協會獎，並於2002年榮獲第五屆日本推理文學大獎（日本ミステリー文学大賞），2011年因心臟衰竭過世。
土屋隆夫的推理小說雖然注重謎題與邏輯，但其文字優美，深具文學性與人文關懷，因此也能兼顧小說的文學性。著名的系列作品為千草檢察官系列。

## 作品
中文書名翻譯主要以台灣林白出版社的譯名為準；非林白出版社出版者，則以台灣商周出版社（今為獨步文化，僅更改封面，書名與內容不變）的譯名為準。
- 天狗面具（天狗の面），1958年
- 天國太遠了（天国は遠すぎる），1959年
- 危險的童話（危険な童話），1961年
- 離婚學入門（小説離婚学入門），1962年
- 影子的告發（影の告発），1963年
- 血的組曲（赤の組曲），1966年
- 穴之牙（穴の牙），1968年
- 針的誘惑（針の誘い），1970年
- 獻給妻子的犯罪（妻に捧げる犯罪]]），1972年
- 盲目的烏鴉（盲目の鴉），1980年
- 九十九分的犯罪（九十九点の犯罪―あなたも探偵士になれる），1985年
- 不安的初啼（不安な産声），1989年
- 深夜的法庭（深夜の法廷），1993年 林白出版社
- 冷漠夫妻（寒い夫婦），1995年 林白出版社
- 華麗的喪服（華やかな喪服），1996年
- 米樂的囚犯（ミレイの囚人），1999年
- 聖惡女（聖悪女），2002年
- 著魔（物狂い），2004年
- 人偶死去的夜晚（人形が死んだ夜）,2007年

## 外部連結
- 作品一覽（日文）